# Campeonato Asiático de Taekwondo de 1986
El VII Campeonato Asiático de Taekwondo se celebró en Darwin (Australia) en 1986 bajo la organización de la Unión Asiática de Taekwondo.
En total se disputaron en este deporte dieciséis pruebas diferentes, ocho masculinas y ocho femeninas.

## Resultados

### Masculino
| Evento | Oro                            | Plata                       | Bronce                                              |
| ------ | ------------------------------ | --------------------------- | --------------------------------------------------- |
| –50 kg | Chang Jung-San China Taipéi    | Kim Young-Joo Corea del Sur | Paul Lyons Australia Yefi Triaji Indonesia          |
| –54 kg | Lee Hae-Jin Corea del Sur      | Akbar Bakrani Irán          | Kikuta Yoshimitsu Japón Selvamuthu Ramasamy Malasia |
| –58 kg | Chi Yong-Suk Corea del Sur     | Tareq Lababidi Jordania     | Mohan Kumar Rai Nepal Tony Gibb Australia           |
| –64 kg | Chung Seung-Hwan Corea del Sur | Po-Nhu Ly Australia         | Samer Kamal Jordania Mohamad Ali Gaderi Irán        |
| –70 kg | Lee Chang-Kun Corea del Sur    | Jo Jinho Australia          | Ali Hayipur Irán A. Pakjan Indonesia                |
| –76 kg | Yoon Soon-Cheul Corea del Sur  | Z. Dimski Australia         | Hyong-Ho Lee Guam Hasan Zahedi Irán                 |
| –83 kg | J. Fassolis Australia          | Abdulá Walid Baréin         | Keong Lee Yoke Malasia Chang Jil-Hwan Corea del Sur |
| +83 kg | Lee Jung-Jin Corea del Sur     | Tch Soon Kok Singapur       | Joseph Hungan Indonesia Rashid Hasan Baréin         |

### Femenino
| Evento | Oro                           | Plata                      | Bronce                                                   |
| ------ | ----------------------------- | -------------------------- | -------------------------------------------------------- |
| –43 kg | Chin Yu-Fang China Taipéi     | Shin Sook Corea del Sur    | Desy Astuty Indonesia D. Knoop Australia                 |
| –47 kg | Oh Myong-Hwa Corea del Sur    | Liang Ming Wong Singapur   | Lee Chia-Jung China Taipéi Bronwyn Butterworth Australia |
| –51 kg | Julie Chadwick Australia      | Hsu Jui-Hsueh China Taipéi | Park Sun-Yong Corea del Sur A. Fesua Indonesia           |
| –55 kg | Chen Jiun-Feng China Taipéi   | Hani Dian Indonesia        | Carmela Hartnett Australia W. O'Neill Nueva Zelanda      |
| –60 kg | Tang Hui-Ting China Taipéi    | J. Simmonds Australia      | Kim Si-Sook Corea del Sur P. Wilson Nueva Zelanda        |
| –65 kg | Chun Oh-Soon Corea del Sur    | Tu Kuei-Hua China Taipéi   | Ong Bee Eng Joyce Malasia P. Adewani Indonesia           |
| –70 kg | Denise Parmley Australia      | Kim Hyun-Hee Corea del Sur | Foo Yong Lai Singapur Wang Chin-Yu China Taipéi          |
| +70 kg | Chang Yoon-Jung Corea del Sur | Liu Yi-Ling China Taipéi   | U. Vdules Nueva Zelanda                                  |

## Medallero
| Núm. | País          | Oro | Plata | Bronce | Total |
| ---- | ------------- | --- | ----- | ------ | ----- |
| 1    | Corea del Sur | 9   | 3     | 3      | 15    |
| 2    | China Taipéi  | 4   | 3     | 2      | 9     |
| 3    | Australia     | 3   | 4     | 5      | 12    |
| 4    | Singapur      | 0   | 2     | 1      | 3     |
| 5    | Indonesia     | 0   | 1     | 6      | 7     |
| 6    | Irán          | 0   | 1     | 3      | 4     |
| 7    | Baréin        | 0   | 1     | 1      | 2     |
| 7    | Jordania      | 0   | 1     | 1      | 2     |
| 9    | Malasia       | 0   | 0     | 3      | 3     |
| 9    | Nueva Zelanda | 0   | 0     | 3      | 3     |
| 11   | Guam          | 0   | 0     | 1      | 1     |
| 11   | Japón         | 0   | 0     | 1      | 1     |
| 11   | Nepal         | 0   | 0     | 1      | 1     |
|      | TOTAL         | 16  | 16    | 31     | 63    |